# 하이퍼 올림픽
《하이퍼 올림픽》(일본어: ハイパーオリンピック, Track & Field)은 1983년 올림픽을 주제로 출시한 스포츠 아케이드 게임의 하나로, 코나미가 개발하고 배급하였다. 일본판은 1984년 하계 올림픽의 공식 라이선스를 받았다.
아케이드 버전은 1983년에 출시되었다. 반복되는 버튼 누르기를 기반으로 하는 단순한 게임플레이는 이후 10년 간 이 장르에 속하는 후속작 및 유사 게임의 기초를 마련하였다. 오리지널의 여러 홈 버전이 있었다: ZX 스펙트럼과 암스트레드 CPC 버전은 1988년 Game, Set and Match II 컴필레이션의 일부로만 출시되었으며 팬들에 의해 좋은 평을 받지는 못했다. NES 버전은 호평을 받았으며 판매도 양호했다.

## 게임플레이
오리지널 아케이드 게임에서 플레이어는 2개의 "달리기"(run) 버튼(또는 과도한 사용으로 인해 손상되는 버튼을 대체한 기계에서는 트랙볼)과 하나의 "액션"(action) 버튼을 사용하여 다음의 6가지 이벤트에서 경쟁하는 운동선수를 통제할 수 있다:
- 100미터 대시
- 멀리뛰기
- 창던지기
- 110미터 허들
- 해머던지기
- 높이뛰기